# Rebecca Ross
Rebecca Ross (...) è una scrittrice statunitense di romanzi young adult e fantasy per adulti, nota soprattutto per la sua duologia Divini Rivali.

## Vita privata
È una fan di Jane Austen e afferma che la sua scrittura è influenzata da Juliet Marillier e Melina Marchetta.
Dal 2023 vive in Georgia con suo marito.

## Duologia Divini Rivali
Il primo libro, Divini Rivali, un romanzo YA fantasy storico, parla di due giornalisti che iniziano una corrispondenza epistolare tramite delle macchine da scrivere magiche che li porterà ad innamorarsi durante una battaglia tra gli dei. È uscito nel 2023.
L'idea per la storia le è venuta per la prima volta nel 2020, quando era alle prese con il blocco dello scrittore, ispirata da C'è posta per te e The Shop Around the Corner, due dei suoi film preferiti. La storia è ispirata anche alla prima guerra mondiale 